# جاستن كينغ
جاستن كينغ (بالإنجليزية: Justin King)‏ هو لاعب كرة قدم أمريكية أمريكي، ولد في 11 مايو 1987 في بيتسبرغ في الولايات المتحدة.

## وصلات خارجية
- جاستن كينغ على موقع مرجع كرة القدم المحترفة.كوم (الإنجليزية)